# Posideion (Calcídica)
Posideion (en griego antiguo, Ποσίδειον),  es el nombre de una antigua ciudad griega de la península Calcídica. 
Perteneció a la Liga de Delos puesto que aparece en el registro de tasación de tributos de Atenas del año 422/1 a. C., donde pertenecía al distrito de Tracia y debía pagar un phoros de 1000 dracmas.
Se desconoce su localización exacta pero se ha sugerido que podría estar relacionado con el santuario de Poseidón que Heródoto menciona entre las ciudades de Argilo y Estagira. Otra posibilidad es ubicarlo en un promontorio situado a 4 km de Mende.